# Прапор Пустомитівського району
Пра́пор Пустоми́тівського райо́ну затверджений 23 березня 2004р. на сесії Пустоми́тівської районної ради.
Автор — А. Гречило. 

## Опис
Прямокутне синє полотнище зі співвідношенням ширини до довжини як 2:3, у центрі – жовта голова лева у фас над жовтим ключем, обабіч, у верхніх кутах – по жовтому дзвону.

## Значення символіки
Голова лева вказує, що Пустомитівщина прилягає до Львова, а ключ передає характер розташування земель району навколо обласного центру (він також є історичним символом Щирця). Дзвони уособлюють Звенигородське князівство.